# کیم یون-می (اسکیت‌باز سرعت)
کیم یون-می (انگلیسی: Kim Yun-mi؛ زادهٔ ۱ دسامبر ۱۹۸۰) اسکیت‌باز سرعت اهل کره جنوبی است.